# Frieda Hämmerling

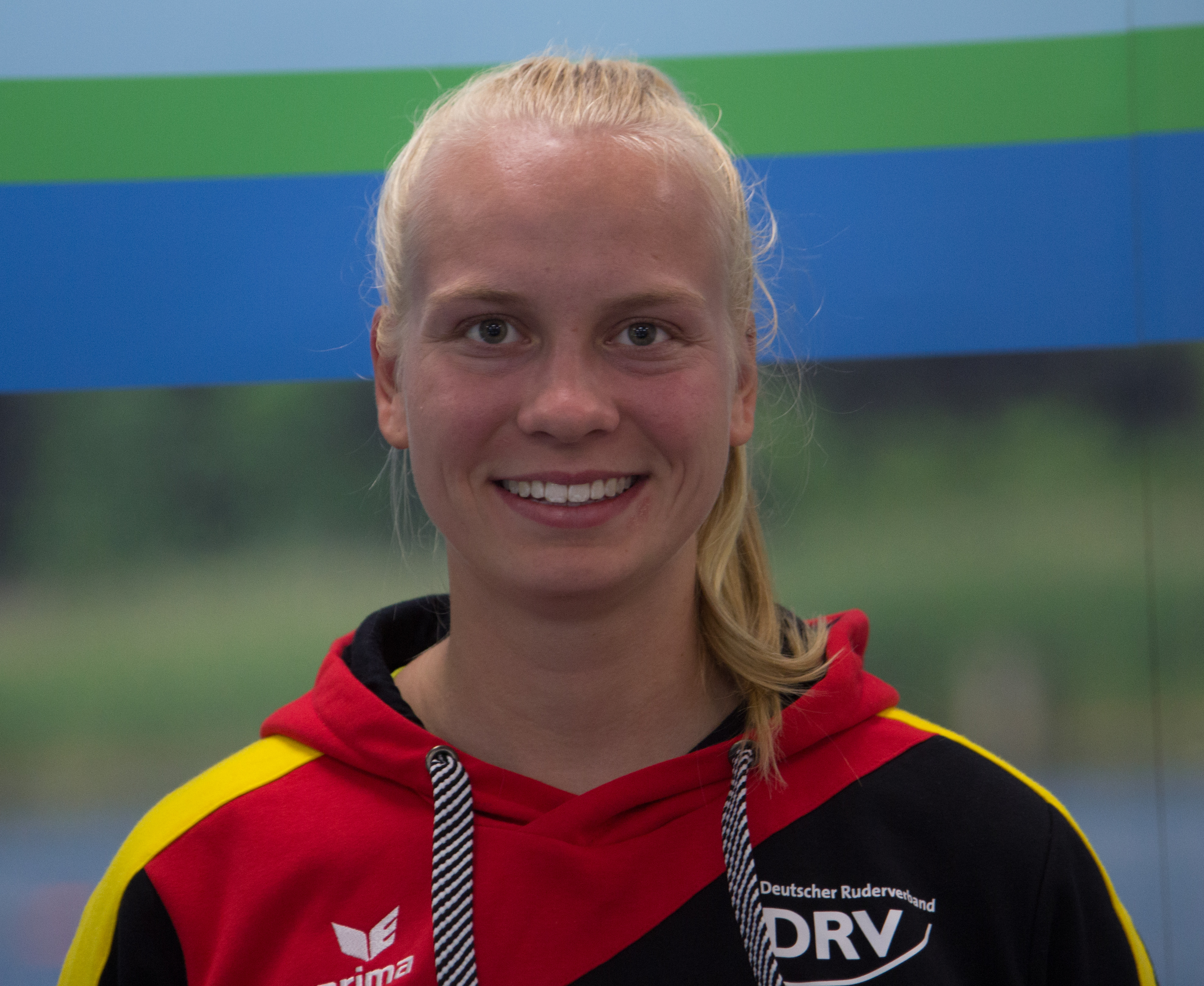
Frieda Hämmerling, 2017

Frieda Hämmerling (* 20. Januar 1997 in Kiel) ist eine deutsche Ruderin.

## Werdegang
Hämmerling belegte bei den Junioren-Weltmeisterschaften 2014 zusammen mit Annemieke Schanze, Anne-Kathin Eichler und Lena Seuffert den zweiten Platz im Doppelvierer hinter dem chinesischen Boot. Bei den Junioren-Weltmeisterschaften 2015 gewannen Schanze und Hämmerling den Juniorinnentitel im Doppelzweier. 2016 belegte Hämmerling zusammen mit Julia Leiding den fünften Platz im Doppelzweier bei den U23-Weltmeisterschaften.
2017 gewann bei den Europameisterschaften in Račice u Štětí der neu zusammengesetzte Doppelvierer mit Daniela Schultze, Charlotte Reinhardt, Frauke Hundeling und Frieda Hämmerling vor den Niederländerinnen und den Britinnen. Bei den Weltmeisterschaften in Sarasota erreichte der deutsche Doppelvierer den vierten Platz. 2018 trat der deutsche Doppelvierer zum Saisonauftakt beim Weltcup in Belgrad in der Besetzung Michaela Staelberg, Constanze Duell, Frauke Hundeling und Frieda Hämmerling an und belegte den dritten Platz hinter den Booten aus den Niederlanden und Polen. Beim Weltcup in Linz siegte der deutsche Doppelvierer mit Marie-Cathérine Arnold, Carlotta Nwajide, Franziska Kampmann und Frieda Hämmerling vor den Chinesinnen, beim Weltcup in Luzern gewann der deutsche Doppelvierer vor den Polinnen. 
Bei den Weltmeisterschaften in Plowdiw gewann die deutsche Crew hinter den Polinnen und vor den Niederländerinnen die Silbermedaille. 2019 wurde Hämmerling Deutsche Meisterin bei den Kleinbootmeisterschaften in Köln. Der deutsche Doppelvierer trat bei den Europameisterschaften 2019 in Luzern in der Besetzung Michaela Staelberg, Julia Lier, Franziska Kampmann und Frieda Hämmerling an, diese Mannschaft gewann den Titel vor den Niederländerinnen. Bei den Weltmeisterschaften in Linz trat der deutsche Doppelvierer in der  Besetzung Daniela Schultze, Michaela Staelberg, Franziska Kampmann und Frieda Hämmerling an. Sie belegten den 4. Platz hinter China, Polen und den Niederlanden. 
2020 trat der deutsche Doppelvierer in der Besetzung Daniela Schultze, Carlotta Nwajide, Frieda Hämmerling und Franziska Kampmann an. Bei den Europameisterschaften in Posen gewannen die Niederländerinnen den Titel vor den Deutschen und den Polinnen. Im Jahr darauf gewannen Schultze, Njawide, Hämmerling und Kampmann die Bronzemedaille bei den Europameisterschaften in Varese. Im Finale der Olympischen Regatta in Tokio lag der deutsche Doppelvierer lange auf einem Medaillenplatz, nach einem Fehler belegte die Crew am Ende den fünften Platz. Am Jahresende wurde Hämmerling zu Schleswig-Holsteins Sportlerin des Jahres gewählt.